# سفارت ارمنستان در لندن
سفارت ارمنستان در لندن ( نمایندگی دیپلماتیک جمهوری ارمنستان در لندن پایتخت پادشاهی بریتانیا می‌باشد که در شماره خیابان، در منطقهٔ، لندن واقع شده است. روابط دیپلماتیک بین دو کشور در سال ۱۹۹۲ برقرار شده است. هم‌اکنون واروژان نرسسیان مقام سفیر جمهوری ارمنستان در لندن را عهده‌دار است.

## فهرست سفیران
- آرمن کیراکوسیان (۲۰۱۸–۲۰۱۹)
- آرمن سارگسیان (۲۰۱۳–۲۰۱۸)
- کارینه کازینیان (۲۰۱۱–۲۰۱۲)
- واهه گابریلیان (۲۰۰۳–۲۰۱۰)
- نونه سارگسیان (۱۹۹۷–۲۰۰۱)
- آرمن سارگسیان (۱۹۹۸–۲۰۰۰)
- آرمن سارگسیان (۱۹۹۲–۱۹۹۶)

## وابسته نظامی
- ۱۷ آوریل ۲۰۲۴ - [۱]

## نگارخانه

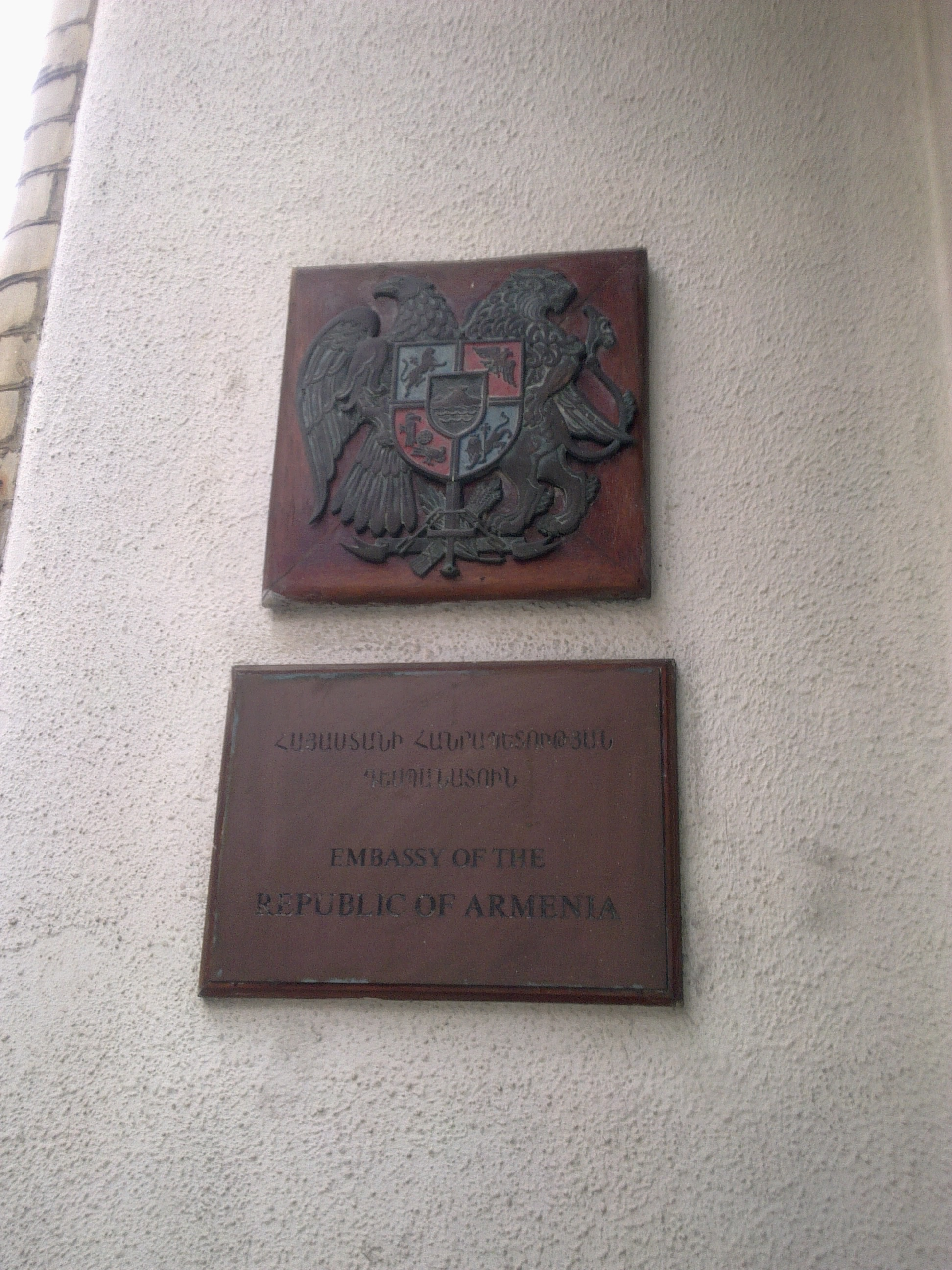
پلاک سفارت به زبان ارمنی و زبان انگلیسی و نشان ملی ارمنستان را به تصویر کشیده